# Félix Sardá y Salvany
Félix Sardá y Salvany (Sant Llorenç Savall, 21 maggio 1841 – Sabadell, 2 gennaio 1916) è stato un presbitero, scrittore e apologeta spagnolo, nonché rappresentante di spicco dell'integrismo cattolico della Restaurazione.

## Biografia
Appartenente ad una famiglia benestante (il padre era erede di un'azienda tessile di famiglia), nasce a Sant Llorenç Savall, mentre la madre aveva legami con la famiglia Manresa Oller, di nobile catalana.
Dopo aver completato l'istruzione primaria presso i Padri Scolopi della sua città, entra nel Seminario Conciliare di Barcellona nel 1855, dove la sua formazione venne influenzata dai Gesuiti, allora responsabili dell'istituzione. 
Nel 1864 si laurea in teologia presso il seminario di Valencia e dopo essere stato ordinato sacerdote nel 1865, insegna latino  presso il Seminario di Barcellona fino al 1868, quando torna a Sabadell per occupare un posto disponibile presso la parrocchia di San Felice, che poi verrà chiusa in seguito alla 
rivoluzione del 1868.
Studia legge e si è laurea in filosofia presso l'Università di Barcellona.
Decide di entrare nella Compagnia di Gesù, ma deve rinunciarvi per motivi di salute.
Tre volte risulta tra i "papabili" come vescovo, ma ogni volta Sarda rifiuterà la nomina.
Crea il primo ente previdenziale (mutua) per lavoratori in Sabadell, finanziato in gran parte dal suo patrimonio, e fonda una società di pronto soccorso nel 1882, col fine di facilitare l'approvvigionamento di farmaci per i lavoratori malati e molte altre istituzioni di carattere assistenziali, trasformando la sua casa di famiglia in una vera e propria casa di cura.
Al suo funerale, il 2 gennaio 1916, si presentò l'intera cittadina di Sabadell.

## Stile

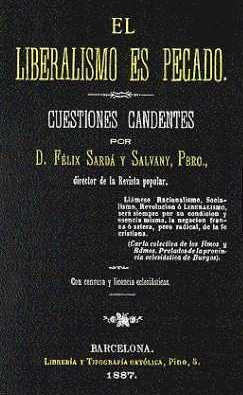
Il liberalismo è peccato (El liberalismo es pecado, 1884)

Sotto lo pseudonimo di Un oscurantista in buona fede, scrisse - a partire dal 1869 - numerosi articoli e circa duecento opuscoli su questioni sociali e religiose, pubblicati dal 1871 su Rivista popolare, di cui fu direttore per quarantatré anni.
Grazie alla chiarezza dello stile, la forza e carattere delle sue convinzioni, Sarda contribuì a diffondere le sue idee sul Cattolicesimo, difendendo in primis il Sillabo di Papa Pio IX e impegnandosi in vere e proprie campagne contro la massoneria, lo spiritismo, il protestantesimo, l'anarchismo, il naturalismo, il liberalismo e tutte le correnti ideologiche ad essi associate.
Il suo saggio contro il liberalismo visto come peccato, di grande diffusione a livello nazionale e internazionale, suscitò polemiche e numerosi libri e opuscoli furono pubblicati contro di lui, fino all'intervento della Sacra Congregazione dell'indice, che elogiò Sarda e Salvany e condannò i suoi critici e oppositori, tra cui El proceso del integrismo: refutación de los errores que contiene el opúsculo del Dr. Sardá y Salvany "el liberalismo es pecado", scritto nel 1885 dal canonico Vich Celestino de Pazos.

## Opere
- El pueblo y el sacerdote (1870)
- Ayunos y abstinencias (1870)
- El matrimonio civil (1872)
- El Concilio. La Iglesia. La infalibilidad (1872)
- El purgatorio y los sufragios (1872)
- El culto de San José (1872)
- El culto de María (1872)
- El protestantismo: de dónde viene y adónde va (1872)
- ¿Qué hay sobre el espiritismo? (1872)
- Manual del Apostolado de la Prensa (1873)
- Cosas del día (1875)
- ¡Pobres espiritistas! (1876)
- El clero y el pueblo (1876)
- Nimiedades católicas (1878)
- Los frailes de vuelta (1880)
- La chimenea y el campanario (1880)
- La voz de la Cuaresma (1884)
- Il liberalismo è peccato (El liberalismo es pecado, 1884)
- Masonismo y catolicismo (1885)
- De aquellos polvos... (1885)
- Luz y espejo de jóvenes cristianos (1891)
- Mes de junio dedicado al Sagrado Corazón de Jesús (1893)
- ¿Para qué sirven las monjas? (1894)
- Año sacro ó lecturas y ejercicios para las principales festividades del calendario cristiano (1901)
- Brevísima idea del Apostolado de la Oración
- Devoto octavario al Dulce Niño de Belén
- Efectos canónicos del matrimonio civil
- El dinero de los católicos
- El Santo Jubileo
- Misterio de la Inmaculada Concepción e
- Ricos y pobres.

## Onorificenze
Nel 1922, in occasione del cinquantesimo anniversario della creazione dell'Accademia Cattolica di Sabadell, una targa - posta in quella che era la casa padronale familiare - ricordan la nascita, morte ed opera dell'autore.
Nel 1926 venne dedicato alla sua memoria un libro che contiene vari aneddoti e testi sulla sua vita.
Il Comune di Sabadell ha dedicato una piazza 'Sarda y Salvany" in suo onore e memoria.